# サイン (占星術)

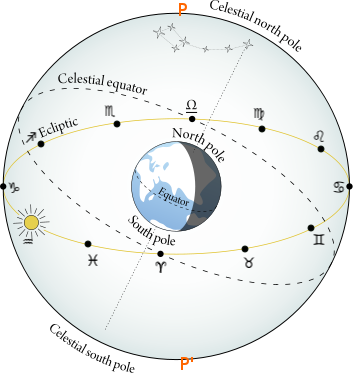
黄道12宮。各点は1つの宮の始点を示し、30度ごとに区切られている。天の赤道 (Celestial eauator) と黄道 (Ecliptic) の交点が牡羊座の始点と天秤座の始点を示す。天球の極（PとP'）を含む大円は、黄道と0°の蟹座と0°の山羊座で交差している。この図では、太陽は模式的に水瓶座の始点に配置されている。

サイン（英語: sign）またはアストロロジカル・サイン（英語: astrological sign）は、西洋占星術などのホロスコープを用いる占星術において、黄道帯（または、獣帯）を黄経で12等分したそれぞれの領域。黄道帯（zodiac）とは、天球上の黄道を中心とした、惑星（太陽・月などを含む）が運行する帯状の領域である。サインは古くは宮（きゅう）と呼ばれていた。12のサインを合わせて十二宮や黄道十二宮と言う。ゾディアック・サイン（zodiac sign）とも呼ばれる。
なお、12サインの基点である白羊宮の0°をどこに定めるかは、占星術の流派などによってさまざまだが、大きく分けてトロピカル方式とサイデリアル方式のふたつに分類できる。西洋占星術ではトロピカル方式、インド占星術ではサイデリアル方式が主流である。
西洋占星術でサインと同様に黄道帯を12分する概念に「ハウス」があるが、ハウスがより具体的な事柄を扱うのに対して、サインはより基本的な性格・性質を司る。

## 由来
サインは、古代バビロニア時代に設定されたと考えられている。ただし、順や名前は、現代のものとは若干異なる。バビロニアから西に伝わったものはギリシア神話の体系に組み込まれ、インドにはギリシアから紀元前後に伝えられた。古代中国にも十二次というサインと類似したものがあるが、伝播によって成立したものかは定かではない。後に仏教経典を通じてインドから中国にサインが伝えられ、さらに日本にも伝わった。
漢字の宮名は西洋から伝来した当初に意訳された占星術用語と思われる。天文学が制定した星座・星座名とは異なるが、混用されることが多い。中国から日本に伝来した十二支ともよく似ているが、相互の関係については詳しく分かっていない。

## サインと星座
実際の黄道十二星座は大小さまざまであるが、サインは実際の星座とは別に黄道を12等分したものである。初期には実際の星座とサインは、大雑把に一致していたが、歳差によってずれていった。歳差を発見したのは古代ギリシャのヒッパルコスである。
歳差により、春分点は星座に対し72年で1°の割合で移動しており、その角度はヒッパルコスの時代から見ればおおよそサイン1つ分に近い20°以上に達している（正確な度数はサイデリアルを採用する各流派ごとにことなる）。これへの対処は、流派により異なる。
- トロピカル方式では、サインは春分点に対し固定されている。そのため、サインの黄経は一定である。いっぽう、サインと星座はおおよそ1つずれている。
- サイデリアル方式では、サインは星座に対し固定されている。そのため、サインと星座は、幅は異なるがおおよその位置は一致している。いっぽう、サインの黄経は変化する。

13星座占いは、黄道上に新たにへびつかい座が移動してきたとして12ではなく13星座を使うものである。歳差の処理はサイデリアル方式に近いが、実際の星座の大きさをそのまま黄道にあわせて使うので、13サインは大小さまざまな不均等なものとなる。これは古代にもまったく例のないことで、現代人の発想になる新しい占いである。

## 黄道十二宮

### 基本情報
歳差（時の流れ）により春分点が移動したために星座が1つ隣の十二宮へと移動している（例：やぎ座は磨羯宮から宝瓶宮へと移動）。北の天頂（天の北極）を向いて北極を基準に時計回りで観察すると十二次（星座に古代中国天文学での名称を当てはめた物）は西から東（逆時計回り）へと並ぶ。暦年の長さが一定でなく回帰年と一致していないことと、時差があることにより、年とタイムゾーンにより期間が数時間から1日程度変化する。また100年以上の時間スケールではトロピカル方式では歳差により大きくずれるために表の日付はおおよそである。各年の正確な期間は西洋占星術用の天文暦やコンピュータソフトなどを用いて知ることができる。黄経は度以下の単位を使わない場合は0-29°などとなる。サイデリアル方式の日付は流派によって様々な説があるため注意が必要である。
| 正式名・読み仮名・ラテン語式英名 | 正式名・読み仮名・ラテン語式英名 | 正式名・読み仮名・ラテン語式英名 | 星座による 一般的名称 | 十二辰 | 記号 | 記号 | 記号   | 黄経           | 太陽が通過する期間（おおよそ） | 太陽が通過する期間（おおよそ） | 太陽が通過する期間（おおよそ） |
| 正式名・読み仮名・ラテン語式英名 | 正式名・読み仮名・ラテン語式英名 | 正式名・読み仮名・ラテン語式英名 | 星座による 一般的名称 | 十二辰 | 画像 | 文字 | コード | トロピカル方式 | トロピカル方式                 | サイデリアル方式               | 二十四節気                     |
| -------------------------------- | -------------------------------- | -------------------------------- | --------------------- | ------ | ---- | ---- | ------ | -------------- | ------------------------------ | ------------------------------ | ------------------------------ |
| 白羊宮                           | はくようきゅう                   | Aries                            | おひつじ座            | 酉     |      | ♈   | U+2648 | 0–30°          | 03月21日 – 04月19日            | 04月14日 – 05月14日            | 春分–清明–穀雨直前             |
| 金牛宮                           | きんぎゅうきゅう                 | Taurus                           | おうし座              | 申     |      | ♉   | U+2649 | 30–60°         | 04月20日 – 05月20日            | 05月15日 – 06月14日            | 穀雨–立夏–小満直前             |
| 双児宮                           | そうじきゅう                     | Gemini                           | ふたご座              | 未     |      | ♊   | U+264A | 60–90°         | 05月21日 – 06月21日            | 06月15日 – 07月16日            | 小満–芒種–夏至直前             |
| 巨蟹宮                           | きょかいきゅう                   | Cancer                           | かに座                | 午     |      | ♋   | U+264B | 090–120°       | 06月22日 – 07月22日            | 07月17日 – 08月16日            | 夏至–小暑–大暑直前             |
| 獅子宮                           | ししきゅう                       | Leo                              | しし座                | 巳     |      | ♌   | U+264C | 120–150°       | 07月23日 – 08月22日            | 08月17日 – 09月16日            | 大暑–立秋–処暑直前             |
| 処女宮                           | しょじょきゅう                   | Virgo                            | おとめ座              | 辰     |      | ♍   | U+264D | 150–180°       | 08月23日 – 09月23日            | 09月17日 – 10月17日            | 処暑–白露–秋分直前             |
| 天秤宮                           | てんびんきゅう                   | Libra                            | てんびん座            | 卯     |      | ♎   | U+264E | 180–210°       | 09月24日 – 10月23日            | 10月18日 – 11月16日            | 秋分–寒露–霜降直前             |
| 天蝎宮                           | てんかつきゅう                   | Scorpio                          | さそり座              | 寅     |      | ♏   | U+264F | 210–240°       | 10月24日 – 11月22日            | 11月17日 – 12月15日            | 霜降–立冬–小雪直前             |
| 人馬宮                           | じんばきゅう                     | Sagittarius                      | いて座                | 丑     |      | ♐   | U+2650 | 240–270°       | 11月23日 – 12月21日            | 12月16日 – 01月14日            | 小雪–大雪–冬至直前             |
| 磨羯宮                           | まかつきゅう                     | Capricorn                        | やぎ座                | 子     |      | ♑   | U+2651 | 270–300°       | 12月22日 – 01月19日            | 01月15日 – 02月12日            | 冬至–小寒–大寒直前             |
| 宝瓶宮                           | ほうへいきゅう                   | Aquarius                         | みずがめ座            | 亥     |      | ♒   | U+2652 | 300–330°       | 01月20日 – 02月18日            | 02月13日 – 03月14日            | 大寒–立春–雨水直前             |
| 双魚宮                           | そうぎょきゅう                   | Pisces                           | うお座                | 戌     |      | ♓   | U+2653 | 330–360°       | 02月19日 – 03月20日            | 03月15日 – 04月13日            | 雨水–啓蟄–春分直前             |

また、この十二宮は東西に伝播し、インドから中国を経て密教にも取り入れられている。密教の経典『宿曜経』には以下のように記され、星曼荼羅や胎蔵曼荼羅の最外院にその姿が見られる。なお、『宿曜経』では師子宮（獅子宮）が第一宮とされる。

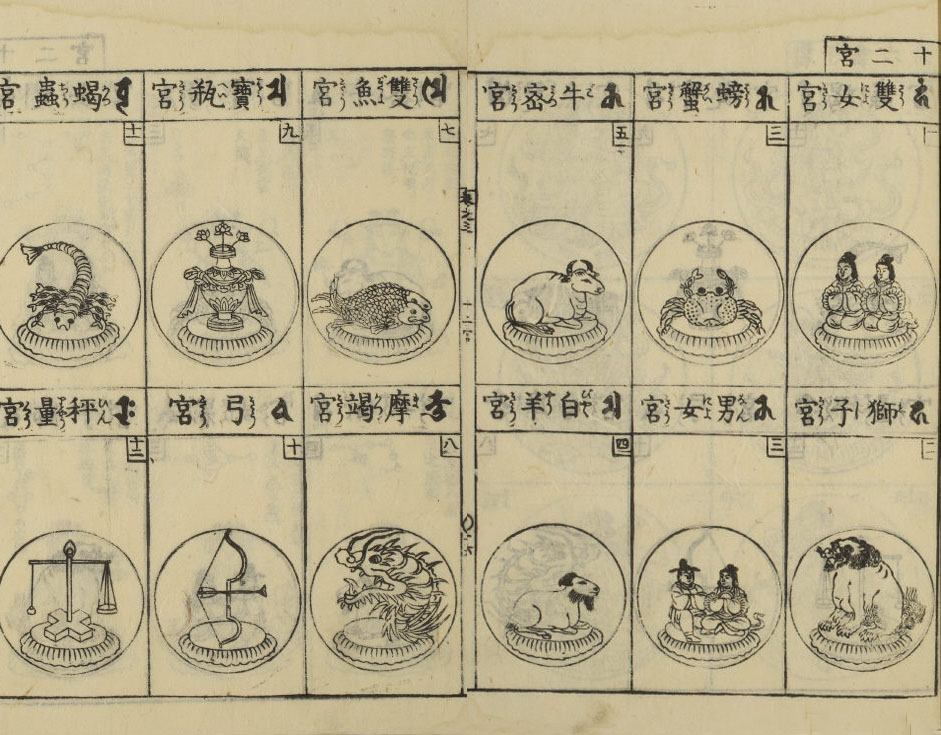
十二宮（仏像図彙）

| 宿曜経での名前 | 読み仮名                           | 別名                 | 二十七宿         |
| -------------- | ---------------------------------- | -------------------- | ---------------- |
| 師子宮         | ししぐう（ししきゅう）             | 師子神主             | 星宿、張宿、翼宿 |
| 女宮           | じょぐう（じょきゅう）             | 少女宮、室女宮       | 翼宿、軫宿、角宿 |
| 秤宮           | びんぐう（びんきゅう）             | 天秤宮、秤量宮       | 角宿、亢宿、氐宿 |
| 蝎宮           | かつぐう（かつきゅう）             | 蝎虫宮、天蝎宮       | 氐宿、房宿、心宿 |
| 弓宮           | きゅうぐう（きゅうきゅう）         | 天弓宮、人馬宮       | 尾宿、箕宿、斗宿 |
| 摩竭宮         | まかつぐう（まかつきゅう）         | 摩蝎宮               | 斗宿、女宿、虚宿 |
| 賢瓶宮         | けんびょうぐう（けんびょうきゅう） | 瓶宮、宝瓶宮         | 虚宿、危宿、室宿 |
| 双魚宮         | そうぎょぐう（そうぎょきゅう）     | 魚宮、二魚宮         | 室宿、壁宿、奎宿 |
| 羊宮           | ようぐう（ようきゅう）             | 白羊宮、持羊神       | 婁宿、胃宿、昴宿 |
| 牛宮           | ごぐう（ごきゅう）                 | 牛密宮、金牛宮       | 昴宿、畢宿、觜宿 |
| 夫婦宮         | ふうふぐう（ふうふきゅう）         | 婬宮、陰陽宮、男女宮 | 觜宿、参宿、井宿 |
| 蟹宮           | かいぐう（かいきゅう）             | 巨蟹宮               | 井宿、鬼宿、柳宿 |

### 占星術における形而上学的意味
各サインには、西洋占星術において伝統的に用いられている、男性・女性の2区分(または性別)、活動・不動・柔軟の3区分(またはカーディナル・サイン(運動サイン、基本宮)、フィックスト・サイン(定着サイン、不動宮)、ミュータブル・サイン(可変サイン、柔軟宮)で分類される性質)、四大元素による分類である4区分(またはエレメント)などの形而上学的意味付けと、各サインと密接な関連を持つとされる占星術上の惑星（太陽や月も含む）が割り当てられている。
| サイン | エレメント | エレメント五行変換 | 十二宮の十二支五行       | 性質        | 支配星       | 意味 | 身体部位   | 性別 | 記号 | ヘブライ文字 |
| ------ | ---------- | ------------------ | ------------------------ | ----------- | ------------ | ---- | ---------- | ---- | ---- | ------------ |
| 磨羯宮 | 地         | 土・金             | 水                       | 活動/基本宮 | 土星         | 自我 | 膝         | 女性 |      | ל            |
| 宝瓶宮 | 風         | 木                 | 水（土用期間は土旺）・木 | 不動/不動宮 | 天王星・土星 | 独創 | 脚         | 男性 |      | מ            |
| 双魚宮 | 水         | 水                 | 木                       | 柔軟/柔軟宮 | 海王星・木星 | 交感 | 足         | 女性 |      | ס            |
| 白羊宮 | 火         | 火                 | 木                       | 活動/基本宮 | 火星・冥王星 | 粗野 | 頭部       | 男性 |      | פ            |
| 金牛宮 | 地         | 土・金             | 木（土用期間は土旺）・火 | 不動/不動宮 | 金星（地球） | 保守 | 顔面・首   | 女性 |      | א            |
| 双児宮 | 風         | 木                 | 火                       | 柔軟/柔軟宮 | 水星         | 鋭敏 | 肩・腕・手 | 男性 |      | ב            |
| 巨蟹宮 | 水         | 水                 | 火                       | 活動/基本宮 | 月           | 排他 | 胸         | 女性 |      | ג            |
| 獅子宮 | 火         | 火                 | 火（土用期間は土旺）・金 | 不動/不動宮 | 太陽         | 自信 | 背中       | 男性 |      | ד            |
| 処女宮 | 地         | 土・金             | 金                       | 柔軟/柔軟宮 | 水星         | 分析 | 腹部       | 女性 |      | ה            |
| 天秤宮 | 風         | 木                 | 金                       | 活動/基本宮 | 金星         | 機転 | 尻         | 男性 |      | ו            |
| 天蝎宮 | 水         | 水                 | 金（土用期間は土旺）・水 | 不動/不動宮 | 冥王星・火星 | 情熱 | 生殖器     | 女性 |      | י            |
| 人馬宮 | 火         | 火                 | 水                       | 柔軟/柔軟宮 | 木星         | 冒険 | 太腿       | 男性 |      | כ            |

#### 性別とエレメント
12のサインは男性サインと女性サインに二分され、火風水地の四元素（エレメント）に従った四分割でグループ化される。エレメントによる分割で同じグループに属しているサインは相性がいいとされている。
アリストテレスの元素理論（『気象論』『生成消滅論』等）やアテナイのアンティオコスの天体と四元素の図式によると、火と水が対極、風と土が対極となる。また属性は別の属性を生じて循環する関係となり、4つの元素の間には「プラトンの輪」と呼ばれる一連の周期的循環現象があり、火は風を助け（凝結して空気（風）となる）、風は水を助け（空気（風）は液化して水になる）、水は土を助け（水は固化して土になる）、土は火を助ける（土は昇華して火になる）。
男性星座は主として外に向かうエネルギーを持っており、積極的・躍動的であるとされる。逆に、女性星座は主として内に向かうエネルギーを持っており、消極的・内省的であるとされる。男性星座・女性星座はそれぞれプラス星座・マイナス星座と呼んでもよいことになっている。
| 性別          | エレメント | 助ける属性 | 対極 | 記号 | サイン                 |
| ------------- | ---------- | ---------- | ---- | ---- | ---------------------- |
| 男性 プラス   | 火         | 風         | 水   |      | 白羊宮・獅子宮・人馬宮 |
| 男性 プラス   | 風         | 水         | 地   |      | 双子宮・天秤宮・宝瓶宮 |
| 女性 マイナス | 水         | 地         | 火   |      | 巨蟹宮・天蝎宮・双魚宮 |
| 女性 マイナス | 地         | 火         | 風   |      | 金牛宮・処女宮・磨羯宮 |

#### 性質(クオリティー)
12のサインはカーディナル、フィックスト、ミュータブルという三分割でグループ化される。三分割で同じグループに属しているサインは互いに相性が悪いとされている。
| 性質                                        | 記号 | キーワード                                           | サイン                         |
| ------------------------------------------- | ---- | ---------------------------------------------------- | ------------------------------ |
| カーディナル・サイン 運動サイン 基本宮 活動 |      | 活動的、行動的・外交的・エネルギッシュ               | 白羊宮・巨蟹宮・天秤宮・磨羯宮 |
| フィックスト・サイン 定着サイン 不動宮 不動 |      | 頑固・忍耐強い、内向的・マイペース                   | 金牛宮・獅子宮・天蝎宮・宝瓶宮 |
| ミュータブル・サイン 可変サイン 柔軟宮 柔軟 |      | 受動的・動かされやすい、順応性が高い・持久力に欠ける | 双子宮・処女宮・人馬宮・双魚宮 |

## サン・サイン
サン・サイン（sun sign）は、太陽星座（たいようせいざ）ともいい、西洋占星術の用語。ネイタル・チャートでは、個人の出生時に太陽が位置したサインを指し、その人の生涯の方向性や意志などを表示するとされている。これをおおざっぱに簡略化した占いの一種が、サン・サイン占星術（太陽星座占い）といえる。しかし西洋占星術では、サン・サインは個人のネイタルチャートに限らず、トランジットやプログレスでも、あるいはホラリー占星術などでも重視される幅広い基本概念である。

## サインの分割
より詳細には、サインを10°ごとに3つのデーカン（第1デーカン、第2デーカン、第3デーカン）に等分する。デーカンの名はラテン語の10に由来する。
デーカンにもルーラーがあり、白羊宮から巨蟹宮までの第1デーカンはそのサインと同じ、第2デーカンは4つ後のサインと同じ、第3デーカンは8つ後のサインと同じ、獅子宮から天蠍宮までの第1デーカンは8つ後のサインと同じ、第2デーカンはそのサインと同じ、第3デーカンは4つ後のサインと同じ、人馬宮から双魚宮までの第1デーカンは4つ後のサインと同じ、第2デーカンは8つ後のサインと同じ、第3デーカンはそのサインと同じである。

## 12星座占いとの関係
12星座占いは、太陽が（トロピカル方式で）どのサインに位置するかで運勢を判定する占いである。
本来の占星術では、太陽は（重要度は高いが）十数個ある天体の一つに過ぎず、また、どのサインに位置するかだけではなく、どのハウスに位置するか、他の天体との位置関係、サインの中での位置も重要である。
また、太陽がサインを移る日時は年とタイムゾーン（等時帯）により異なるが、特殊な資料を使わなくていいよう、一律同じ日付で占えるようになっている。